# Saison 2014 du Tour européen PGA
Navigation
Édition précédente Édition suivante
Le circuit européen de golf 2014 est le circuit européen de golf qui se déroule sur l'année 2014, entre novembre 2013 et novembre 2014. L'évènement est organisé par la PGA européenne et la plupart des tournois se tiennent en Europe. La saison s'articule autour de 51 tournois dont les quatre tournois majeurs que sont le Masters, l'Open américain, l'Open britannique et le championnat de la PGA.

## Tournois
| Dates                       | Tournoi                             | Vainqueur            | Gains totaux   |
| --------------------------- | ----------------------------------- | -------------------- | -------------- |
| 21 au 24 novembre           | Open d'Afrique du Sud               | Morten Ørum Madsen   | 1 100 000 €    |
| 28 novembre au 1er décembre | Alfred Dunhill Championship         | Charl Schwartzel     | 1 500 000 €    |
| 5 au 8 décembre             | Nedbank Golf Challenge              | Thomas Bjørn         | 6 500 000 $    |
| 5 au 8 décembre             | Open de Hong Kong                   | Miguel Ángel Jiménez | 1 300 000 $    |
| 11 au 14 décembre           | The Nelson Mandela Championship     | Dawie van der Walt   | 1 000 000 €    |
| 9 au 12 janvier             | Volvo Golf Champions                | Louis Oosthuizen     | 4 000 000 $    |
| 16 au 19 janvier            | Abu Dhabi Golf Championship         | Pablo Larrazábal     | 2 700 000 $    |
| 22 au 25 janvier            | The Commercial Bank Qatar Masters   | Sergio García        | 2 500 000 $    |
| 30 janvier au 2 février     | Omega Dubai Desert Classic          | Stephen Gallacher    | 2 500 000 $    |
| 6 au 9 février              | Joburg Open                         | George Coetzee       | 1 300 000 €    |
| 13 au 16 février            | Open d'Afrique                      | Thomas Aiken         | 1 000 000 €    |
| 19 au 23 février            | Accenture Match Play Championship   | Jason Day            | 9 000 000 $    |
| 27 février au 2 mars        | Tshwane Open                        | Ross Fisher          | 1 500 000 €    |
| 6 au 9 mars                 | Cadillac Championship               | Patrick Reed         | 9 000 000 $    |
| 13 au 16 mars               | Trophée Hassan II                   | Alejandro Cañizares  | 1 500 000 €    |
| 27 au 29 mars               | EurAsia Cup                         | Egalité              | 4 000 000 $    |
| 3 au 6 avril                | NH Collection Open                  | Marco Crespi         | 600 000 €      |
| 10 au 13 avril              | Le Masters                          | Bubba Watson         |                |
| 17 au 20 avril              | Maybank Malaysian Open              | Lee Westwood         | 2 750 000 $    |
| 24 au 27 avril              | Open de Chine                       | Alexander Lévy       | 20 000 000 RMB |
| 1 au 4 mai                  | The Championship at Laguna National | Felipe Aguilar       | 1 500 000 $    |
| 8 au 11 mai                 | Open de l'île de Madère             | Daniel Brooks        | 600 000 €      |
| 15 au 18 ami                | Open d'Espagne                      | Miguel Ángel Jiménez | 1 500 000 €    |
| 22 au 25 mai                | BMW PGA Championship                | Rory McIlroy         | 4 750 000 €    |
| 29 mai au 1er juin          | Nordea Masters                      | Thongchai Jaidee     | 1 500 000 €    |
| 5 au 8 juin                 | Open d'Autriche                     | Mikael Lundberg      | 1 000 000 €    |
| 12 au 15 juin               | Open américain                      | Martin Kaymer        |                |
| 19 au 22 juin               | Irish Open                          | Mikko Ilonen         | 2 000 000 €    |
| 26 au 29 juin               | BMW International Open              | Fabrizio Zanotti     | 2 000 000 €    |
| 3 au 6 juillet              | Open de France                      | Graeme McDowell      | 3 000 000 €    |
| 10 au 13 juillet            | Open d'Écosse                       | Justin Rose          | 3 000 000 £    |
| 17 au 20 juillet            | Open britannique                    | Rory McIlroy         |                |
| 24 au 27 juillet            | Open de Russie                      | David Horsey (en)    | 1 000 000 €    |
| 31 juillet au 3 août        | Bridgestone Invitational            | Rory McIlroy         | 9 000 000 $    |
| 7 au 10 août                | Championnat de la PGA               | Rory McIlroy         | 10 000 000 $   |
| 14 au 17 août               | Made in Denmark                     | Marc Warren          | 1 500 000 €    |
| 21 au 24 août               | Masters de République tchèque       | Jamie Donaldson      | 1 000 000 €    |
| 28 au 31 août               | Open d'Italie                       | Hennie Otto          | 1 500 000 €    |
| 4 au 7 septembre            | Omega European Masters              | David Lipsky         | 2 300 000 €    |
| 11 au 14 septembre          | KLM Open                            | Paul Casey           | 1 800 000 €    |
| 18 au 21 septembre          | ISPS Handa Wales Open               | Joost Luiten         | 1 800 000 £    |
| 26 au 28 septembre          | Ryder Cup                           | Europe               |                |
| 2 au 5 octobre              | Dunhill Links Championship          | Oliver Wilson        | 5 000 000 $    |
| 9 au 12 octobre             | Portugal Masters                    | Alexander Lévy       | 2 000 000 €    |
| 16 au 19 octobre            | Volvo World Match Play Championship | Mikko Ilonen         |                |
| 23 au 26 octobre            | Perth International                 | Thorbjørn Olesen     | 2 000 000 $    |
| 30 octobre au 2 novembre    | BMW Masters                         | Marcel Siem          | 7 000 000 $    |
| 6 au 9 novembre             | HSBC Champions                      | Bubba Watson         | 8 500 000 $    |
| 13 au 16 novembre           | Turkish Airlines Open               | Brooks Koepka        | 7 000 000 $    |
| 20 au 23 novembre           | Dubai World Championship            | Henrik Stenson       | 8 000 000 $    |

## Classement final
| Rang                                           | Golfeur          | Points    |
| ---------------------------------------------- | ---------------- | --------- |
| 1                                              | Rory McIlroy     | 7 149 503 |
| 2                                              | Henrik Stenson   | 4 981 093 |
| 3                                              | Justin Rose      | 3 180 388 |
| 4                                              | Jamie Donaldson  | 3 058 166 |
| 5                                              | Victor Dubuisson | 2 966 524 |
| 6                                              | Sergio García    | 2 861 930 |
| 7                                              | Marcel Siem      | 2 739 373 |
| 8                                              | Brooks Koepka    | 2 631 873 |
| 9                                              | Alexander Lévy   | 2 452 757 |
| 10                                             | Shane Lowry      | 2 173 864 |
| source: europeantour.com Classement final 2014 |                  |           |